# Francisco Victoria
Francisco Victoria Ramirez, más conocido como Francisco Victoria (Tamazula, Nueva Vizcaya, 1796-Puebla, Puebla, 11 de septiembre de 1830), fue un insurgente que combatió durante la Independencia de México. De ideología republicana y federalista, luchó en contra del régimen imperialista de Agustín de Iturbide y contra el régimen centralista de Anastasio Bustamante.

## Semblanza biográfica
Sus padres fueron Francisco V. y Alejandra Félix. Al igual que su hermano, Guadalupe Victoria, adoptó el apellido Victoria cuando se unió a la lucha independentista el 16 de junio de 1821. Formó una pequeña división en el territorio del actual estado de Durango.
Debido a su oposición a las ideas de Agustín de Iturbide, fue aprehendido y hecho prisionero en la Ciudad de México. Tras la caída del Primer Imperio Mexicano, participó en varias comisiones de guerra en los Durango, Guanajuato y Veracruz. En 1829, participó con Antonio López de Santa Anna para combatir el intento de reconquista comandado por Isidro Barradas. En 1830, se anexó a la campaña de Juan Álvarez para defender la causa de Vicente Guerrero, quien había sido destituido de la presidencia en base al Plan de Jalapa. El 21 de abril de 1830, fue hecho prisionero por el capitán Tomás Moreno, pero con ayuda de sus amigos logró fugarse. El 9 de septiembre, viajando con Agapito Casasola, nuevamente fue aprehendido en Puebla en el molino conocido como de en medio, el cual, era propiedad del gobernador Cosme Furlong. Fue sentenciado a muerte, su ejecución se realizó el 11 de septiembre de 1830 bajo las órdenes del sargento mayor del 5.° regimiento Albino Pérez.